# Mr. Schnabel

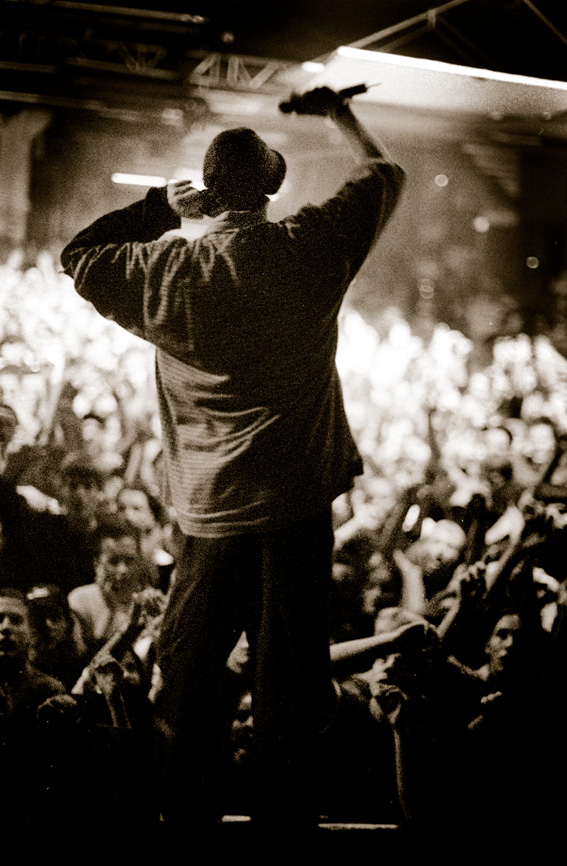
Mr. Schnabel in Hamburg (1999)

Mr. Schnabel (bürgerlich André Schnabel), auch bekannt als Howard Snable und Howie do, ist ein deutscher Hip-Hop-Künstler.

## Leben
Mr. Schnabel begann Anfang der 1980er Jahre zunächst auf Englisch zu rappen, wechselte jedoch Anfang der 1990er als einer der ersten Rapper in Hamburg zur deutschen Sprache. Gemeinsam mit DJ York und TC gründete er die Formation Dialektik. Gemeinsam hatten sie zahlreiche Auftritte auf diversen Jams in Deutschland. Jedoch war diese Formation nicht sehr langlebig und so lösten sie sich 1996 auf.
Nach Dialektik produzierte Schnabel gemeinsam mit Dennis Kraus (Backspin) ein Demo, welches den Produzenten C.L.A.A.S. und Sleepwalker aus den BoogieParkStudios in die Hände fiel. Beide waren von Schnabels Talent überzeugt und so entstand mit deren Unterstützung schnell ein zweites Demo. Dieses Demo landete auf dem Tisch des Produzenten Andreas Herbig, welcher ebenfalls das Talent des Rappers erkannte und ihm so zu seinem ersten Deal mit Showdown Records / Warner Music verhalf. In dieser Zeit schloss sich DJ Ben Kenobi Mr. Schnabel an.
1997 bis 2002 war Mr. Schnabel Mitglied der Mongo Clikke. Diese war ein Zusammenschluss verschiedener Künstler aus dem Eimsbush Umfeld; teilweise hatten diese wie Schnabel gleichzeitig Plattenverträge bei anderen Labels. Unter dem Projekt Style Liga wurden Singles und Sampler veröffentlicht. Alle Artists traten unter einem Pseudonym auf, „to save the guilty“. Eine gemeinsame Tour durch Deutschland, Österreich und Schweiz folgte.
1998 folgte die erste EP mit dem Titel Mic Check und ein Jahr später, 1999, Ep Nr. 2 mit dem Titel Ruff in Micros. Das Video zu Ruff in Micros wurde von den Sendern MTV und VIVA auf Rotation genommen. Es folgten eine erste Tour mit Fünf Sterne Deluxe, sowie diverse Auftritte, u. a. beim Splash und Flash Festival.
Im Mai 2001 veröffentlichte Mr. Schnabel sein erstes Studioalbum „Is’n Schnabelding“, welches auf Platz 54 in den Charts einstieg.
2004 folgte die Trennung von Showdown und Mr. Schnabel gründete gemeinsam mit DJ Meru sein eigenes Label Howie Like It, wo er unter neuem Künstlernamen Howie Do als Produzent, Rapper und Ghostwriter in Erscheinung tritt. Es folgten Produktionen für Samy Deluxe, Hamburgs Finest, Vier Viertel und Die Headliners, sowie drei Mixtapes, die er unter Howie Like It veröffentlichte.
2006 schließt er sich mit dem Produzenten Spintec zusammen. Sie führen fortan gemeinsam das Label Howie Like It, werden Teil des Eurostreetz Movements und nehmen die Produzenten Danny The Cool und Many Beats mit ins Team.
2008 erfolgte über Howie Like It/Finetunes die erste rein digitale Veröffentlichung mit der Sampler-Reihe Global Tactics Volume 1, welche später 2010 mit Global Tactics 1.5 – The Landing fortgesetzt wurde. Auf den Samplerreihen sind neben Howie Do diverse internationale Rapkünstler wie Lil’ Flip, 40 Cal und J. R. Writer (Diplomats), Riot Squad, Lazee, Eurogang, Stella Mwangi und weitere vertreten. Der Großteil der Produktionen stammte von Howie Like It – Produzenten.
Ende 2010 erfolgte die nächste Veröffentlichung über Howie Like It in Zusammenarbeit mit Eurogang, Eurostreetz und Selfmade Records, welche den Rapper Kollegah in das gemeinsame Projekt einbauten. Wieder wurde vom Howie Like It – Produzenten Spintec produziert und Howie Do lieferte Rap-Parts.
Ende 2011 erschien die Single „Weinende Kerzen“. Sie war die erste Auskopplung einer als Trilogie angesetzten Reihe aus dem geplanten Comeback-Album. Wie in den Jahren zuvor erschien auch diese rein digital über das eigene Label Howie Like It.
Anfang 2012 folgten die Auskopplungen Neue Zeit und Ready 2 Takeover mit 40Cal (Diplomats), Charlie Clips,  Lazee, Taj Mahal, Toolez, Gramz4Sale (Dipset West) und Eurostreetz. Beide Singles wurden vom Howie Like It Produzenten Spintec produziert.
Am 13. Januar 2017 erschien das Album Zombies, welches der erste Teil einer geplanten Mixtape-Serie ist. Veröffentlicht wurde es unter seinem eigenen Label Howie Like It.

## Diskografie
Alben
- 2001: Is’n Schnabelding – Willkommen in Schnabylon
- 2005: Howie like it No. 1 / No. 2
- 2008: Global Tactics Volume 1
- 2010: Global Tactics 1.5 – The Landing
- 2010: Soldiers EP
- 2017: Zombies

Singles
- 1998: Mic Check
- 1999: Ruff in Micros
- 2001: Chain Gang Slang/Federkleid (feat. Illo 77 und Phantom Black)
- 2011: Weinende Kerzen
- 2012: Ready 2 Takeover (feat. 40Cal, Charlie Clips, Lazee, Taj Mahal, Gramz4Sale, Toolez und Eurostreetz)
- 2012: Neue Zeit
- 2019: Noch dran
- 2019: Safe
- 2019: Richterskala